# Ciclo de instrucción
Un ciclo de instrucción (también llamado ciclo de fetch-and-execute o ciclo de fetch-decode-execute en inglés) es el período que tarda la unidad central de proceso (CPU) en ejecutar una instrucción de lenguaje máquina.
Comprende una secuencia de acciones determinada que debe llevar a cabo la CPU para ejecutar cada instrucción en un programa. Cada instrucción del juego de instrucciones de una CPU, puede requerir diferente número de ciclos de instrucción para su ejecución. Un ciclo de instrucción está formado por uno o más ciclos máquina.
Para que cualquier sistema de proceso de datos basado en microprocesador (por ejemplo un ordenador) o microcontrolador (por ejemplo un reproductor de MP3) realice una tarea (programa) primero se debe buscar cada instrucción en la memoria principal y luego ejecutarla.

## Secuencia de acciones del ciclo de instrucción[1][2]

### 1. Buscar la instrucción en la memoria principal
Se vuelca el valor del contador de programa sobre el bus de direcciones. Entonces la CPU pasa la instrucción de la memoria principal a través del bus de datos al Registro de Dirección de Memoria (MAR). A continuación el valor del MAR es colocado en el Registro de Instrucción Actual (CIR), un circuito que guarda la instrucción temporalmente de manera que pueda ser decodificada y ejecutada.

### 2. Decodificar la instrucción
El decodificador de instrucción interpreta e implementa la instrucción. El registro de instrucción (IR) mantiene la instrucción en curso mientras el contador de programa (PC, program counter) guarda la dirección de memoria de la siguiente instrucción a ser ejecutada.
- Recogida de datos desde la memoria principal
- Se accede al banco de registros por los operandos (solo si es necesario)
- Se calcula el valor del operando inmediato con extensión de signo (solo si es necesario)

También se lee la dirección efectiva de la memoria principal si la instrucción tiene una dirección indirecta, y se recogen los datos requeridos de la memoria principal para ser procesados y colocados en los registros de datos.

### 3. Ejecutar la instrucción
A partir del registro de instrucción, los datos que forman la instrucción son decodificados por la unidad de control. Ésta interpreta la información como una secuencia de señales de control que son enviadas a las unidades funcionales relevantes de la CPU para realizar la operación requerida por la instrucción poder terminarla y seguir así.

### 4. Almacenar o guardar resultados
El resultado generado por la operación es almacenado en la memoria principal o enviado a un dispositivo de salida dependiendo de la instrucción. Basándose en los resultados de la operación, el contador de programa se incrementa para apuntar a la siguiente instrucción o se actualiza con una dirección diferente donde la próxima instrucción será recogida.

## El ciclo de búsqueda
Los pasos 1 y 2 del ciclo de instrucción se conocen como ciclo de búsqueda. El ciclo de búsqueda procesa la instrucción a partir de la palabra de instrucción.

## El ciclo de ejecución
Los pasos 3 y 4 del ciclo de instrucción se conocen como ciclo de ejecución. Estos pasos cambiarán con cada tipo de instrucción.
El primer paso del ciclo de ejecución es el proceso de memoria, en que los datos se transfieren entre la CPU y el módulo de entrada/salida (I/O). A continuación se produce el proceso de datos, que usa operaciones aritméticas así como lógicas en referencia a los datos. Después tiene lugar el paso de alteraciones centrales, que son una secuencia de operaciones, por ejemplo una operación de salto. El último paso es una operación combinada de todos los otros pasos.